# Jørgen Pedersen Gram
Jørgen Pedersen Gram (Haderslev, 27 de junho de 1850 – Copenhagen, 29 de abril de 1916) foi um atuário e matemático dinamarquês que nasceu em Nustrup, no Ducado de Schleswig, Dinamarca e morreu aos 65 anos em Copenhagen, Dinamarca.

## Biografia
Entre seus trabalhos importante inclui o On series expansions determined by the methods of least squares e Investigations of the number of primes less than a given number. O processo que leva o seu nome, Processo de Gram-Schmidt, foi publicado pela primeira vez em 1883.
Para os teóricos sua principal fama se deve à série Função zeta de Riemann (a função exata de Bernhard Riemann em Função de contagem de números primos). Ao invés de usar uma série de logaritmos integrais, a função de Gram usa logaritmos de força e a função zeta de íntegros positivos. Foi recentemente substituída pela fórmula de Srinivasa Ramanujan que usa diretamente os Números de Bernoulli ao invés da função zeta.
Gram foi o primeiro matemático a providenciar uma teoria sistemática de desenvolvimento de freqüência de curvas, mostrando que o erro de curva da simetria Gaussiana era apenas um caso especial de uma classe geral de freqüência de curvas.
Ele morreu ao se acidentar com uma bicicleta.